# Ян Шумовський
Ян Шумовський гербу Любич (пол. Jan Szumowski; бл. 1630 — червень 1678) — польський шляхтич, королівський придворний, урядник, дипломат та державний діяч Республіки Обох Націй (Речі Посполитої), дипломат. Учасник перемовин з турками-османами, після яких підписали Бучацький мирний договір.

## Життєпис
Народився близько 1630 року. Батько — Ян Шумовський (пол. Jan Szumowski, ?—1668) — перемишльський войський, був похований у крипті костелу бернардинів у Переворську. Мати — дружина батька з роду Дунінів.
Делегатами короля Міхала Корибута Вишневецького на перемовинах з турками-османами, після яких було підписано Бучацький мирний договір, були: волинський каштелян Ян Францішек Любовецький, чернігівський каштелян Габріель Сільніцький (король призначив його десь на початку вересня 1672), підскарбій надвірний коронний Ян Шумовський. Перемовини комісарів розпочались поблизу Львова наприкінці вересня. 10 жовтня поблизу Бережан Г. Сільніцький приєднався до інших королівських представників. Перемовини з османами в околицях Бучача розпочалися 13 жовтня. Король Ян III Собеський теж висилав його з дипмісією до Османської імперії. Перебував на урядах (посадах): староста опочинський і тимбаркський, краківський великорадця, писар коронного скарбу, підскарбій надвірний коронний. Був послом сеймів.
Помер у червні 1678 року.